# Taiwanomyia brevicornis
Taiwanomyia brevicornis är en tvåvingeart som beskrevs av Alexander 1967. Taiwanomyia brevicornis ingår i släktet Taiwanomyia och familjen småharkrankar. Inga underarter finns listade i Catalogue of Life.